# San Pedro Arriba 3ra. Sección
San Pedro Arriba 3ra. Sección är en ort i kommunen Temoaya i delstaten Mexiko i Mexiko. Samhället, en avknoppning från huvudorten San Pedro Abajo, hade 2 019 invånare vid folkräkningen 2020.